# Anders Wide
Anders Wide, född 17 september 1854 i Sundsvall, död 25 december 1938 i Stockholm, var en svensk läkare.
Anders Wide var son till handlaren Nils Wide och Catharina Ulrika Wiklund. Efter mogenhetsexamen i Härnösand 1874 studerade han vid Uppsala universitet och blev 1880 medicine kandidat, 1884 medicine licentiat och medicine doktor där 1886. Wide avlade gymnastiklärarexamen vid Gymnastiska centralinstitutet 1886. Han var biträdande läkare vid Gymnastisk-ortopediska institutet 1885–1888, föreståndare där 1888–1924, docent i medicinsk gymnastik och ortopedi vid Karolinska Institutet 1890–1924 och fick professors namn, heder och värdighet 1904. Wide var därutöver intendent vid Söderköpings brunn och bad 1886–1890 och vid Lysekils havsbad 1892–1914. Han gav kurser i medicinsk gymnastik, massage och ortopedi för medicinare i Stockholm 1887–1924 och i Uppsala från 1893. På Wides initiativ bildades 1891 Föreningen för bistånd åt lytta och vanföra i Stockholm samt 1892 denna förenings arbetsskola. Han var 1891–1914 ordförande i styrelsen för Stockholms vanföreanstalt. 1888–1899 och 1905–1916 var han redaktör för Tidskrift i gymnastik. Wide var en ledargestalt inom svensk medicinsk gymnastik, ortopedi, vanförevård och balneologi. Hans kurser i medicinsk gymnastik besöktes under mer än 35 års tid av en mängd svenska och inte så få utländska läkare, och den svenska gymnastiken hade i Wide en av sina få vetenskapliga stöttepelare. Hans Handbok i medicinsk gymnastik (1896) översattes till tyska (två upplagor), franska, engelska, italienska och ryska. I sitt flitiga författarskap var Wide i många avseenden en föregångsman för moderna ortopediska synpunkter av funktionell art. I den svenska vanförevården var Wide från starten under mer än 20 år den ledande medicinska kraften. Som badläkare i Lysekil vidmakthöll han med energi och viss mån klinisk-vetenskaplig inställning badortens berömmelse sedan Carl Curmans dagar. Som människa var han rättfram, pålitlig, företagsam och vital, om än samtidigt originell och rätt säregen. På äldre dagar blev han inbunden och dyster.